# Argyle (Manitoba)
Pour les articles homonymes, voir Argyle.
Argyle est une municipalité rurale du Manitoba (Canada). Elle est située au sud de la province, à l'ouest de Winnipeg.

## Démographie
| 2001  | 2006  | 2011  | 2016  |
| ----- | ----- | ----- | ----- |
| 1 145 | 1 073 | 1 071 | 1 025 |